# Полдоллара с изображением Колумба
Полдоллара с изображением Колумба — серебряная монета США, чеканившаяся в 1892 и 1893 годах. Это первая памятная монета США, выпущенная специально для Всемирной Колумбовой выставки 1893 года в честь четырёхсотлетия первого плавания в Новый Свет. Полдоллара с изображением Колумба стала первой американской монетой с изображением исторической личности.
Монета появилась в результате желания организаторов выставки получить федеральные деньги на завершение строительства. Конгресс выделил бюджетные ассигнования и разрешил оформить их в виде памятных полудолларовых монет, которые, по мнению законодателей и организаторов, можно было продать с наценкой. Официальный представитель ярмарки Джеймс Эллсворт хотел, чтобы дизайн новой монеты был основан на принадлежащем ему портрете Колумба XVI века кисти Лоренцо Лотто. Когда первоначальные эскизы главного гравёра монетного двора Чарльза Барбера оказались неудовлетворительными, организаторы ярмарки за дизайном монеты обратились к художнику Олину Леви Уорнеру. Монетам была отчеканена после доработок Барбером и его помощником Джорджем Т. Морганом.
Всего было отчеканено около 5 000 000 полудолларов, что намного превышало фактический спрос, из-за чего половина из них была переплавлена. Ассигнования не решили финансовых проблем выставки, так как по повышенной цене было продано менее 400 000 экземпляров монеты, а около 2 000 000 были выпущены в обращение, где и оставались вплоть до 1950-х годов.

## Выставка
В 1890 году Конгресс принял закон о федеральном спонсорстве выставки, посвящённой 400-летию первого путешествия Христофора Колумба в Новый Свет. Правительство США провело конкурс среди множества городов на право принять выставку; конкурс был выигран Чикаго. Для организации выставки был учреждён специальный орган — Всемирная Колумбова выставочная комиссия (англ. World's Columbian Exposition Commission). Ведущие граждане Чикаго основали World’s Columbian Exposition Company.
На берегу озера Мичиган для ярмарки был выделен неосвоенный участок площадью 686 акров (278 га). Президент Бенджамин Харрисон пригласил к участию на выставке «весь мир»; многие зарубежные страны возводили свои строения, были представлены каждый штат и территория США.

## Предыстория
Усилия по созданию памятной монеты для выставки начались примерно в январе 1892 года. Эту идею активно поддерживал глава Комитета компании семи свободных искусств (англ. Company's Committee on Liberal Arts) Джеймс Эллсворт, который был особенно заинтересован в создании такой монеты, поскольку недавно приобрёл картину XVI века кисти Лоренцо Лотто, на которой вероятно изображён Колумб. Эллсворт хотел, чтобы этот портрет стал основой для дизайна монеты; на эту мысль его натолкнул писатель и журналист Уильям Элерой Кёртис, также честный чиновник.
В апреле 1892 года Кёртис и Эллсворт заручились поддержкой директора Бюро монетного двора США Эдварда О. Лича, который предложил создать монету с изображением Колумба на одной стороне и подходящей надписью на другой. Кёртис был хорошо осведомлен о трудностях, связанных с неудавшейся конкуренцией Монетного двора за новые серебряные монеты в 1891 году, которая привела к выпуску чеканки монет с дизайном Барбера, разработанных главным гравёром Монетного двора Чарльзом Барбером. Новые монеты были широко раскритикованы, и Кёртис посоветовал Эллсворту получить контроль над процессом создания памятной монеты, чтобы обеспечить как лучший дизайн, так и использование портрета кисти Лотто. До этого ни на одной монете Соединённых Штатов никогда не изображали реального человека, хотя богиня Свобода изображалась на аверсах американских монет регулярно.
К маю 1892 года стало очевидно, что необходимы дополнительные финансовые вливания для завершения строительства ярмарки. Компания продала акции, а город Чикаго выпустил облигации для оплаты выставки, но строительные бюджеты изначально были сильно недооценены. Компания запросила у федерального правительства субсидию в размере 5 миллионов долларов для завершения работ.
Когда прямое финансирование встретило возражение Конгресса, было предложено выделить 5 миллионов долларов в виде специальных памятных полудолларовых монет, которые можно было бы продать в качестве сувениров. До этого США никогда не выпускали памятных монет и организаторы ожидали, что монеты могут быть проданы населению по удвоенной номинальной стоимости. Серебро для памятных монет планировалось получать переплавкой устаревших серебряных монет с недостаточным весом, которые уже находились в казначействе, поэтому у государства не будет никаких расходов кроме непосредственных затрат на производство. Во время дебатов по законопроекту в Сенате, сенатор от Айовы Уильям Б. Эллисон предвидел, что «они [монеты] будут не только сувенирами этого дня и поколения, но и будут переданы… 200 миллионам, которые будут жить здесь в будущем. Дети плакали по ним, а старики требовали их». Но сенатор от штата Огайо Джон Шерман предупредил, что «огромное количество [таких] полудолларов уничтожит их ценность как сувениров». В итоге сумма была сокращена до 2,5 миллионов долларов (чеканка 5 миллионов полудолларовых монет). Конгресс принял разрешающий закон 5 августа 1892 года.
В июле 1892 года Кёртис послал фотографию картины Лотто директору Бюро монетного двора США Личу, который посоветовался с Барбером и ответил, что гравёр не может работать с картиной, на которой объект изображён анфас. Чтобы Барбер мог изобразить Колумба в профиль, Кёртис поручил малоизвестному скульптору из Вашингтона Ульрику Данбару создать бюст на основе картины за счёт Компании. Когда работа была завершена, бюст был отправлен Барберу в Филадельфию. Взяв бюст Данбара за основу, Барбер подготовил эскизы и 15 августа представил их исполняющему обязанности директора Бюро монетного двора Роберту Э. Престону (Лич был в отпуске), который отправил их в Чикаго. Эллсворт показал их художникам, работающим над выставкой, и прессе. Реакция была негативной и газеты писали, что этюды больше напоминали длинноволосого профессора, чем прославленного моряка. Негативная реакция вместе с публичными спорами о том, действительно ли на картине Лотто изображён Колумб, заставило Элсворта пересмотреть своё мнение относительно использования его картины как основы для монеты.

## Подготовка к выпуску
Ещё до появления эскизов Барбера на рассмотрении находились другие проекты дизайна монеты. В начале августа художник Фрэнсис Дэвис Миллет предложил директору по оформлению ярмарки Олину Уорнеру создать дизайн монеты. Для аверса Уорнер изобразил профиль Колумба без использования портрета Лото. На реверсе монеты изображался флагманский корабль мореплавателя Санта-Мария, под ним два земных полушария без контуров континентов. Проделанная Уорнером работа была высоко оценена художниками, работающими на выставке.
Вернувшийся из отпуска Лич отправил организаторам выставки гравюру на дереве, основанную на официальной испанской медали к 400-летию первого путешествия Колумба, и договорился с госдепортаментом о том, чтобы американское посольство в Мадриде получило экземпляр медали. Впоследствии полученная медаль была помещена в коллекцию Монетного двора.
Монетный двор был готов доверить принятие решения по дизайну будущей монеты Компании, но её Финансовый комитет так и не смог принять решения о том, какой рисунок использовать. Уорнер вернулся к работе над значками для директоров выставки на церемонии открытия в октябре, хотя сама выставка будет закрыта для посещения до мая 1893 года. Создаваемый Уорнером значок представлял собой круглый диск с горельефом Колумба на нём, основанном на портрете Лото. После презентации дизайна, о нём сразу заговорили как о возможной основе для памятного полудоллара. Помимо этого Компанией рассматривались два варианта Монетного двора: с тремя кораблями и кораблём с западным полушарием. Современники также упоминают рассматриваемый Компанией дизайн реверса монеты, на котором изображалось строительство выставки.
Уставшее от проволочек руководство выставки потребовало встречи с чиновниками Монетного двора для окончательно утверждения дизайна будущей монеты. Компания в это время находилась в тяжёлом финансовом положении, требовалась финансовая помощь, которую можно выручить от продажи монет. Лич отправил Барбера в Чикаго, где тот 23 сентября 1892 года встретился с Финансовым комитетом выставки. Итогом встречи стало решение о дизайне монеты — аверс будет основан на значке Уорнера, а реверс — на его концепции с флагманской карракой Колумба.
На значке Уорнера, взятом за основу аверса, отсутствовали надписи, поэтому Барберу пришлось уменьшить изображение, освободив место вокруг бюста Колумба. Корабль на реверсе из концепции Уорнера не был детализированным, поэтому Барбер запросил у Эллсворта фотографию карраки, которая будет выставлена на ярмарке, а получив её, отдал своему помощнику Джорджу Моргану. Барбер обратил внимание на желание Элсворта использовать портрет Лотто и несколько раз в октябре писал ему, информируя о прогрессе. К 17 октября Барбер закончил пробные штемпели, 31 октября были отчеканены пробные экземпляры. Барбер написал Эллсворту, что Лич назвал их самыми красивыми монетами, когда-либо выпущенными Монетным двором. Директор Монетного двора в прошлом году тщательно контролировал доработку дизайна монет Барбера, но на этот раз он не вмешивался и 9 ноября отбыл на денежную конференцию в Брюссель.
11 ноября Барбер отправил Эллсворту картонные оттиски последних версий монеты, которые ему понравились. Главный гравёр произвёл окончательную доработку непосредственно на мастер-штампе, вместо того, чтобы модифицировать более крупную модель для установки в редукционный токарный станок. Такая техника резки штемпеля была любимой для Чарльза Барбера, ей же пользовался его отец. По традиции Барбер добавил на монету свою монограмму «B», которая находится на вырезе бюста над буквой B в слове «Columbian», в то время как буква «M» Моргана на реверсе находится на кормовой части корабля под парусом.

## Выпуск
В газете Chicago Tribune от 19 ноября 1892 года писалось, что первый экземпляр монеты был отчеканен с браком. Нумизматы Энтони Святек и Уолтер Брин в своей энциклопедии предположили, что «дефектный» первый образец не был уничтожен, а был передан Эллсворту, известному коллекционеру монет, который обладал такими раритетами, как дублон Брашера и двумя экземплярами доллара 1804 года.
15 декабря Монетный двор отправил в Чикаго пять бочонков с новыми монетами, по 10 000 монет в каждом. В одном бочонке лежало 5 мешочков с 1 000 монет в каждом, хотя в мешках одного бочонка с надписью «Special» умышленно недоставало четырёх монет — они перевозились в деревянной коробке для сигар с четырьмя конвертами, содержащими монеты первого дня чеканки под номерами 1, 400, 1492 и 1892. Монеты были доставлены в чикагское отделение казначейства США, 19 декабря в 13:00 их доставили в кабинет 404 в здании Rand McNally Building, где находилась штаб-квартира выставки. Там Харлоу Н. Хигинботэм, президент Exposition Company открыл бочонок, достав коробку из-под сигар.
Положив три конверта с монетами № 400, 1492 и 1892 в карман, он показал собравшимся конверт с первой отчеканенной в серии монетой, а затем обменял её на чек в 10 000 долларов от компании Wyckoff, Seamans & Benedict. Эта монета была подарена недавно созданному Колумбийскому музею. Компания начала продажу новых монет по 1 доллару за экземпляр, вскоре первая партия была полностью распродана. У монеты не было официальной упаковки или холдера.
Основной мотив в прессе, освещавшей выпуск монеты, указывал на тот факт, что полудолларовые монеты продаются по двойной цене от их номинальной стоимости. Дизайн монеты также стал источником комментариев. Филадельфийская газета Public Ledger предложила, что, если бы не было известно, кто изображён на монете, простой наблюдатель не смог бы решить, видит ли он Даниела Уэбстера или Генри Уорда Бичера. The Boston Globe иронично отметил: «Первый взгляд на новую сувенирную монету Колумба неизбежно приводит к сожалению о том, что Колумб не был красивее». Газета Galveston Daily News высмеивала дизайн новых полудолларовых монет в следующих остроумных заключениях:

Лицевая сторона монеты элегантно изображает сидящего старого быка. Однако говорят, что там должен был быть Колумб… Имеется также изображение корабля Колумба под всеми парусами. На первый взгляд кажется, что корабль на колёсах, но при ближайшем рассмотрении видно, что эти два колеса — восточное и западное полушария. Кажется, что корабль окружён стадом морских свиней, но, вероятно, это волны.
Оригинальный текст (англ.)The front side of the coin has an elegant likeness of the late Sitting Bull. This, however, is said to be meant for Columbus… There is also a likeness of Columbus' ship under full sail. At first blush the ship seems to be on wheels, but closer examination shows that the two wheels are the eastern and western hemispheres. The ship seems to be surrounded by a herd of porpoises, but probably this is meant for waves.

## Продажа и дальнейшая судьба
Основной претензией критиков было то, что Барбер снизил рельефность работы Уорнера, чтобы гарантировать соответствие памятной монеты стандартам обращения, когда частый контакт монеты с себе подобными вредил бы ей. Критики сочли это излишним, поскольку монеты задумывались как памятные и были просто сувенирами, которые вряд ли попадут в обращение.
Всего было отчеканено 5 002 105 колумбийских полудолларов, немногим более 4 миллионов экземпляров отчеканены с датой 1893, остальные датированы 1892 годом. К февралю 1893 года продажи резко упали. Exposition Company разместила 2 миллиона монет в банках Чикаго для обеспечения ссуд. В марте Конгресс конфисковал дополнительно 1 141 700 полудолларов для покрытия расходов, понесённых правительством, таких как расходы на оценку экспонатов и предоставление медалей экспонентам. Компания могла бы выкупить эти монеты, если бы согласилась покрыть эти расходы, но отказалась от этого, назвав действия правительства злоупотреблением доверием. В том числе Компания заявила, что больше не связана положениями закона 1892 года, запрещающего открывать выставку по воскресеньям.
Продажи монет во время проведения выставки стимулировались необычными ходами, как, например, строительство из памятных полудолларов модели здания казначейства Вашингтона, из новых полдолларов длиной 6,1 м и высотой 1,2 м. В июне 1893 года из монет построили уменьшенную копию Монумента Вашингтону высотой 6,7 м. К закрытию выставки в октябре, бо́льшая часть колумбовых полудолларов была нераспродана, населению были проданы по цене в 1 доллар за монету всего 358 645 полудолларов.
После закрытия выставки встал вопрос об оставшихся примерно 4 600 000 монет. Оставшиеся к Компании монеты были выкуплены Монетным двором, который начал их переплавку. Монеты, конфискованные Казначейством, были выставлены на продажу по номинальной стоимости в октябре 1894 года; после из-за низкой популярности монеты выпустили в обращение. В обращение также попал миллион монет, находившихся в чикагских банках. Хотя 2 501 700 полудолларов были переплавлены (все датированы 1893 годом), такое же количество памятных монет осталось в обращении. Торговец монетами и историк нумизматики Квентин Дэвид Бауэрс вспоминает, что, когда он начал коллекционировать монеты в 1950-х годах ещё будучи мальчиком, колумбийские полудоллары были одними из самых распространённых монет XIX века, остававшихся в обращении. В 1930-х годах монеты в состоянии анциркулейтед продавались по цене в 1 доллар. Цены начали расти, когда в 1960-х годах серебряные монеты были заменены на монеты из недрагоценных металлов. В каталоге «Catalog of Modern World Coins 1850—1964» 2018 года за монету с изображением Колумба в состоянии AU 50 (почти превосходное) указана цена 25 долларов, а за экземпляры MS 66 (превосходное) назначена цена в 700 долларов.
Одной из причин плохих продаж и плохого состояния многих сохранившихся образцов стала экономическая паника 1893 года — депрессия, совпавшая со временем проведения выставки. Посетители выставки не были готовы покупать монету номиналом в пятьдесят центов за доллар, а многие из купивших памятные монеты до депрессии, тратили их.

## Комментарии
1. ↑  Квотеры 1848 года, отчеканенные в Филадельфии из калифорнийского золота, были отмечены знаком «CAL», но их не принято считать памятными.

### Другие источники
- Bowers, Q. David. "Chapter 8: Silver commemoratives (and clad too), Part 2" // Commemorative Coins of the United States: A Complete Encyclopedia.
- Bowers, Q. David. "Chapter 8: Silver commemoratives (and clad too), Part 3" // Commemorative Coins of the United States: A Complete Encyclopedia.
- Bowers, Q. David. "Chapter 8: Silver commemoratives (and clad too), Part 4" // Commemorative Coins of the United States: A Complete Encyclopedia.
- Bowers, Q. David. "Chapter 8: Silver commemoratives (and clad too), Part 5" // Commemorative Coins of the United States: A Complete Encyclopedia.
- Bowers, Q. David. "Chapter 8: Silver commemoratives (and clad too), Part 6" // Commemorative Coins of the United States: A Complete Encyclopedia.
- Bowers, Q. David. "Chapter 8: Silver commemoratives (and clad too), Part 6" // Commemorative Coins of the United States: A Complete Encyclopedia.
- Goldberg, Ira. Chicago Exposition coins // The Numismatist. — 2011. — Июнь. — P. 171–173.
- Oliver, Nancy. Kegs of coins / Kelly, Richard // The Numismatist. — 2011. — Июнь. — P. 242–243.
- Schefler, Erik. The World's Columbian Exposition: A fair of firsts // The Numismatist. — 2011. — Июнь. — P. 55—58.